# مسیر یک‌طرفه
مسیر یک‌طرفه (انگلیسی: One Way Passage) فیلمی در ژانر رمانتیک به کارگردانی تی گارنت است که در سال ۱۹۳۲ منتشر شد.

## بازیگران
- ویلیام پاول
- کی فرانسیس
- آلین مک‌ماهون
- فرانک مک‌هیو
- وارن هایمر
- راسکو کارنز
- استنلی فیلدز
- هربرت ماندین